# Operações policiais contra superfaturamento relacionados à COVID-19 no Brasil
As operações policiais contra superfaturamento relacionados à COVID-19 no Brasil foram investigações e ações da Polícia Civil, Polícia Federal e Ministério Público Federal por vezes em conjunto com a Controladoria-Geral da União em detrimento à pessoas, empresas e governos estaduais e municipais investigados no âmbito da pandemia de COVID-19 no Brasil para compra de materiais relacionados à saúde, principalmente respiradores mecânicos.

## Prisões

### Chineses
Em 11 de abril de 2020, a Polícia Civil prendeu dez chineses que comercializavam testes para coronavírus procedentes de uma carga roubada. Os homens foram presos em uma residência no Ipiranga, na Zona Sul de São Paulo. De acordo com a polícia, esses testes foram desviados de uma carga importada da China no Aeroporto Internacional de São Paulo-Guarulhos. Em um armazém foram localizados 15 mil testes rápidos, uma carga avaliada em quatro milhões de reais.

### Venezuelanos
No dia 4 de maio de 2020, a Polícia Federal prendeu dois venezuelanos pelo uso de documento público falso. Eles buscavam realizar saque do auxílio emergencial com os documentos falsificados. A prisão ocorreu após o atendimento em uma agência da Caixa Econômica Federal (CEF) em Boa Vista, Roraima quando um gerente desconfiou da documentação apresentada por uma mulher. Durante o procedimento para concessão de 1 200 reais, o gerente verificou divergência nos dados dos documentos, e constatou que este seria de outra venezuelana.

### na operação Mercadores do Caos
Em 7 de maio de 2020, o Ministério Público do Estado do Rio de Janeiro (MP-RJ) encontrou e apreendeu respiradores pulmonares na operação Mercadores do Caos, deflagrada contra uma organização criminosa formada para obter vantagens em contratos emergenciais, com dispensa de licitação, para a compra destes equipamentos na luta contra a pandemia do novo coronavírus. O principal alvo dos cinco mandados de prisão preventiva cumpridos foi o ex-subsecretário executivo de Saúde Gabriell Neves, responsável pelas compras. O negócio, com dispensa de licitação, envolve o valor de 183,5 milhões de reais em recursos do Fundo Estadual de Educação (FES) direcionados para três contratos de fornecimento junto a distribuidoras sem tradição no mercado.
No dia 13 de maio, o empresário Maurício Monteiro da Fontoura, controlador da empresa ARC Fontoura, foi preso por fraudes e obtenção de vantagens na compra de respiradores.

### na operação Favorito
No dia 14 de maio de 2020, a Polícia Federal deflagrou uma nova fase da operação Lava Jato, no Rio de Janeiro, e prendeu o ex-deputado Paulo Melo, o empresário Mário Peixoto, e outras pessoas sob suspeita de integrar uma organização criminosa que desviava recursos públicos da saúde durante a pandemia de COVID-19 no país. Na casa de um dos suspeitos foi apreendido 1,5 milhão de reais em dinheiro. Segundo a investigação, a organização criminosa teria desviado recursos da saúde, em conluio com conselheiros do tribunal de contas do estado, deputados estaduais e outros agentes públicos.

### na operação Virus Infectio
Em 29 de maio de 2020, a PF cumpriu três mandados de prisão preventiva na segunda fase da Operação Virus Infectio, deflagrada contra supostas fraudes em licitações e corrupção em contratos para o enfrentamento da pandemia de COVID-19 no Amapá. A Justiça Federal autorizou, a pedido do Ministério Público Federal, o afastamento de uma servidora da Secretaria Estadual da Saúde do Amapá.

## Mandados de busca e apreensão

### Fortaleza
Em 25 de maio de 2020, a PF cumpriu oito mandados de busca e apreensão em domicílios, empresas e órgãos públicos, em Fortaleza e São Paulo. A ação faz parte da Operação Dispneia, em parceria com o Ministério Público Federal (MPF) e a Controladoria-Geral da União (CGU), e apura desvio de recursos públicos federais, na aquisição de equipamentos respiradores para enfrentamento da COVID-19 em dois procedimentos de dispensa de licitação realizados pela Secretaria Municipal de Saúde de Fortaleza. A PF investiga a contratação de uma empresa paulista "de duvidosa capacidade técnica e financeira para entrega dos equipamentos".
De acordo com a PF, a prefeitura de Fortaleza adquiriu respiradores pelo valor unitário de 274 mil reais, enquanto o governo do estado do Ceará pagou em cada equipamento, com a mesma especificação, 117 mil reais. O modelo do aparelho é vendido no Brasil por 60 mil reais. Foi identificado que além da ausência de capacidade técnica e financeira da empresa contratada, houve superfaturamento dos valores pagos pelos equipamentos. De acordo com a PF, a operação não trará prejuízos à continuidade do serviço público de saúde,  e que não estão sendo apreendidos equipamentos utilizados para o atendimento à população na rede hospitalar.

### Rio de Janeiro
Em 26 de maio de 2020, foi deflagrada pela PF a Operação Placebo, na cidade do Rio de Janeiro, para aprofundar as investigações e apurar a existência de um esquema de corrupção envolvendo uma organização social contratada para a instalação de hospitais de campanha e servidores da cúpula da gestão do sistema de saúde do estado. Segundo a PF, as provas durante as apurações foram compartilhados com a Procuradoria-Geral da República (PGR), dentro da investigação que ocorre no Superior Tribunal de Justiça (STJ).
Pela manhã, policiais federais chegaram ao Palácio Laranjeiras, residência oficial do governador do Rio, Wilson Witzel, na zona sul da cidade. Segundo a PF, a operação apura "indícios de desvios de recursos públicos destinados ao atendimento do estado de emergência de saúde pública de importância internacional, decorrente do novo coronavírus no estado". Cumpriram-se 12 mandados de busca e apreensão em São Paulo e no Rio de Janeiro.